# Makryna Starsza
Makryna Starsza - święta wyznawczyni Kościoła katolickiego (wspomnienie: 14 stycznia), żona (imię męża nieznane), matka św. Bazylego Starszego, który był mężem św. Emilii z Cezarei; babcia św. Grzegorza z Nyssy, św. Piotra z Sebasty, św. Makryny Młodszej, św. Bazylego Wielkiego i bł. Thesseove.

## Życiorys
Urodziła się przed 270 r. po Chrystusie w Neocezarei w Poncie (dzisiejsza wschodnia Turcja). Chrztu udzielił jej św. Grzegorz Cudotwórca (Thaumaturgus), pierwszy biskup Neocezarei, który w późniejszych latach stał się jej przewodnikiem duchowym. Jako już dorosła osoba z powodu brutalnych prześladowań chrześcijan za panowania cesarza Dioklecjana musiała wraz z mężem uciekać, by przez ponad 7 lat kryć się w lesie w okolicach Pontu, na wybrzeżu Morza Czarnego. W trakcie tego wygnania wiele razy byli bliscy śmierci głodowej. Urodziła syna Bazylego i doczekała się co najmniej kilkorga wnucząt. Wcześnie owdowiała. Zmarła ok. 340 r.

## Wpływ
Święta Makryna Starsza zasłynęła ogromnym wpływem na wychowanie w wierze zarówno swojego syna Bazylego, który został świętym, jak i wnucząt, spośród których na szczególną uwagę zasługują wspomnienia św. Bazylego Wielkiego (młodszego) zawarte w jego listach oraz św. Grzegorza z Nyssy z "Żywotów św. Makryny" (dzieło poświęcone jego siostrze, Makrynie Młodszej). "Ze wspomnień spisanych przez jej wnuków dowiadujemy się, że to właśnie ona przekazała im nauki Kościoła, zwłaszcza Bazylemu i Grzegorzowi, którzy odegrali kluczową rolę w ostatecznym sformułowaniu Nicejskiego Wyznania Wiary". Święta Makryna Starsza jest patronką wdów. Bywa także wzywana w obronie przed ubóstwem oraz stawiana za wzór bycia babcią.